# Небиле
Небиле (рос. Небылое) — село у Юр'єв-Польському районі Владимирської області Російської Федерації.
Входить до складу муніципального утворення Небиловське сільське поселення. Населення становить 1528 осіб (2010).

## Історія
Село розташоване на землях фіно-угорського народу мещери.
Від 10 квітня 1929 року належить до Юр'єв-Польського району, утвореного спочатку у складі Александровського округу Івановської промислової області з частини Юр'єв-Польського повіту Владимирської губернії. Від 1944 року в складі Владимирської області.
Згідно із законом від 11 травня 2005 року входить до складу муніципального утворення Небиловське сільське поселення.

## Населення
| 1859  | 1897 | 1905  | 1926  | 1939  | 1959  | 2002  |
| ----- | ---- | ----- | ----- | ----- | ----- | ----- |
| 768   | ↗978 | ↗1108 | ↗1286 | ↗1455 | ↗1593 | ↘1550 |
| 2010  |      |       |       |       |       |       |
| ↘1528 |      |       |       |       |       |       |